# Valeriy Iordan
Valeriy Iordan (né le 14 février 1992) est un athlète russe, spécialiste du lancer du javelot.

## Biographie
Il remporte en 2009 le Festival olympique de la jeunesse européenne, compétition mettant aux prises les meilleurs athlètes européens de moins de dix-sept ans. 
Il se classe troisième de la Coupe d'Europe hivernale des lancers 2011 et porte cette même année son record personnel à 80,15 m.
En 2012, Valeriy Iordan remporte la médaille d'argent des Championnats d'Europe d'Helsinki. Auteur d'un nouveau record personnel en qualifications avec 82,32 m, il améliore cette marque en finale en établissant la marque de 83,23 m à son premier essai. Il est devancé sur le podium par le Tchèque Vítězslav Veselý. 
Il remporte le titre lors de la Coupe d'Europe hivernale des lancers 2015 à Leiria.

## Palmarès
| Date | Compétition                                  | Lieu        | Résultat | Marque  |
| ---- | -------------------------------------------- | ----------- | -------- | ------- |
| 2009 | Festival olympique de la jeunesse européenne | Tampere     | 1er      | 75,59 m |
| 2012 | Championnats d'Europe                        | Helsinki    | 2e       | 83,23 m |
| 2014 | Championnats d'Europe                        | Zurich      | 7e       | 78,40 m |
| 2015 | Coupe d'Europe hivernale des lancers         | Leiria      | 1re      | 83,00 m |
| 2015 | Championnats d'Europe par équipes            | Tcheboksary | 3e       | 78,32 m |

## Records
| Épreuve           | Performance | Lieu  | Date            |
| ----------------- | ----------- | ----- | --------------- |
| Lancer du javelot | 83,56 m     | Adler | 28 février 2013 |